# Judy Holliday

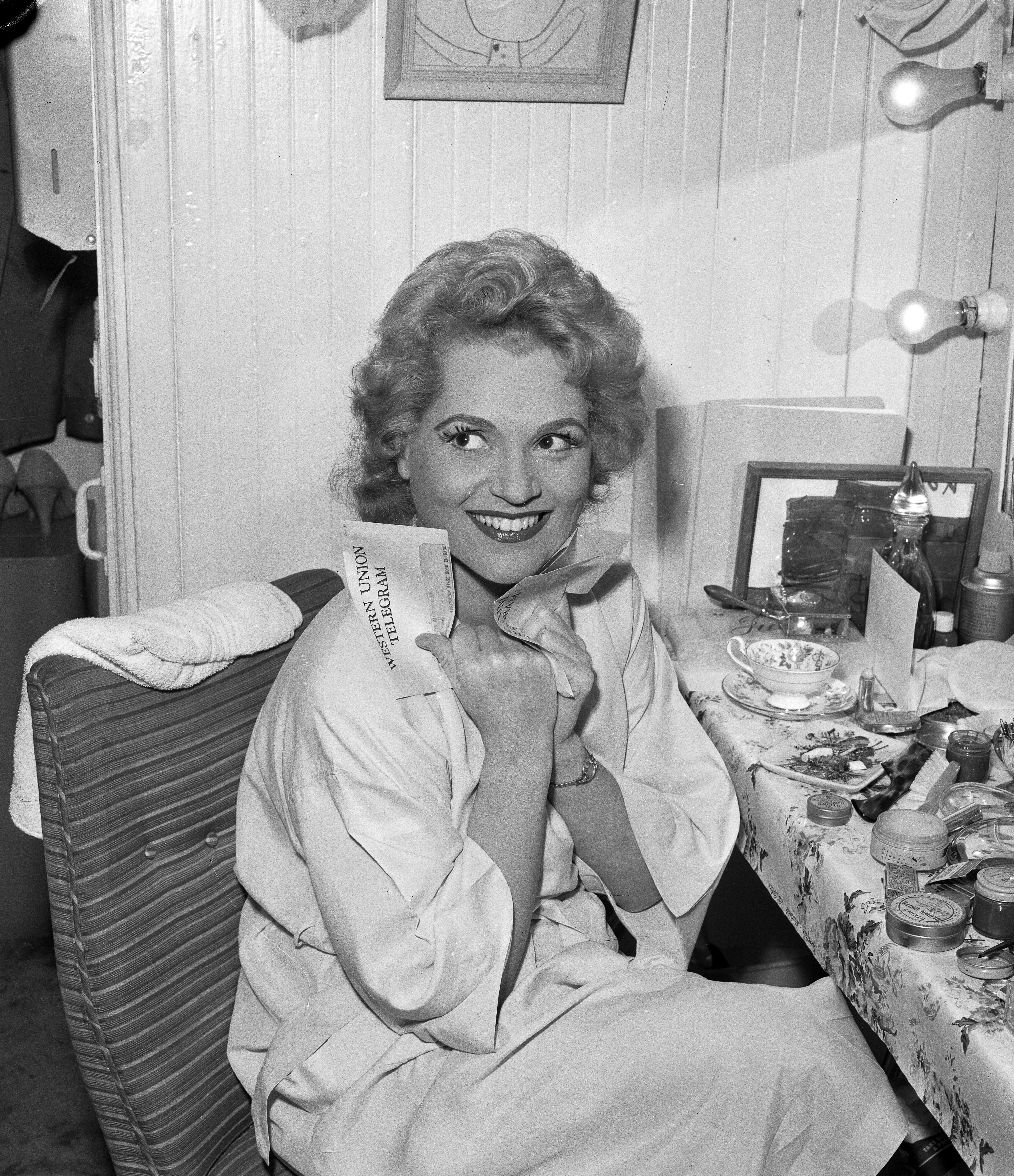
Judy Holliday (1959)

Judy Holliday (* 21. Juni 1921 in New York als Judith Tuvim; † 7. Juni 1965 ebenda) war eine US-amerikanische Schauspielerin und Sängerin. Sie feierte ab Mitte der 1940er-Jahre sowohl am Broadway als auch in Hollywood große Erfolge als Komödiendarstellerin. Den Oscar als beste Hauptdarstellerin gewann sie für den Film Die ist nicht von gestern, in dem sie – wie in vielen ihrer Filme – eine naive, in ihrer Intelligenz unterschätzte Blondine verkörperte.

## Leben
Geboren wurde Holliday als Judith Tuvim in New York City, als einziges Kind von Abraham und Helen Tuvim, die jüdische Emigranten aus Russland waren. Tuvim ähnelt dem jiddischen Wort für Festzeit, Feiertage, englisch Holiday, daraus wurde dann Holliday. Sie arbeitete zunächst als Telefonistin und Inspizientin an Orson Welles’ Mercury Theater, ehe sie 1938 eine Anstellung in einer Nachtclub-Revue in Greenwich Village fand. Dort wurde ein Talentsucher der 20th Century Fox auf sie aufmerksam, doch lehnte sie zunächst sein Hollywood-Angebot aus Loyalität zu ihren Revue-Kollegen ab. Nachdem sie das Angebot schließlich doch angenommen hatte, löste die Fox nach nur wenigen Leinwandauftritten ihren Vertrag wieder auf. Daraufhin ging sie an den Broadway, wo sie mit dem Stück Kiss Them for Me einen ersten Erfolg als Schauspielerin verbuchen konnte.
Der Durchbruch gelang ihr jedoch erst mit Garson Kanins Bühnenstück Born Yesterday, in dem sie von 1946 bis 1949 unter Kanins Regie 1642-mal die Rolle der naiven und ungebildeten Billie Dawn verkörperte. Als Columbia Pictures die Filmrechte an dem Stück erwarb, sah man sie zunächst nicht für die Hauptrolle vor. Ihr Auftritt in der Filmkomödie Ehekrieg neben Katharine Hepburn und Spencer Tracy überzeugte jedoch Studiochef Harry Cohn, Holliday auch auf der Leinwand in die Rolle von Dawn schlüpfen zu lassen. Für George Cukors Verfilmung der Komödie unter dem Titel Die ist nicht von gestern wurde Holliday 1951 mit dem Oscar und dem Golden Globe als beste Darstellerin ausgezeichnet.

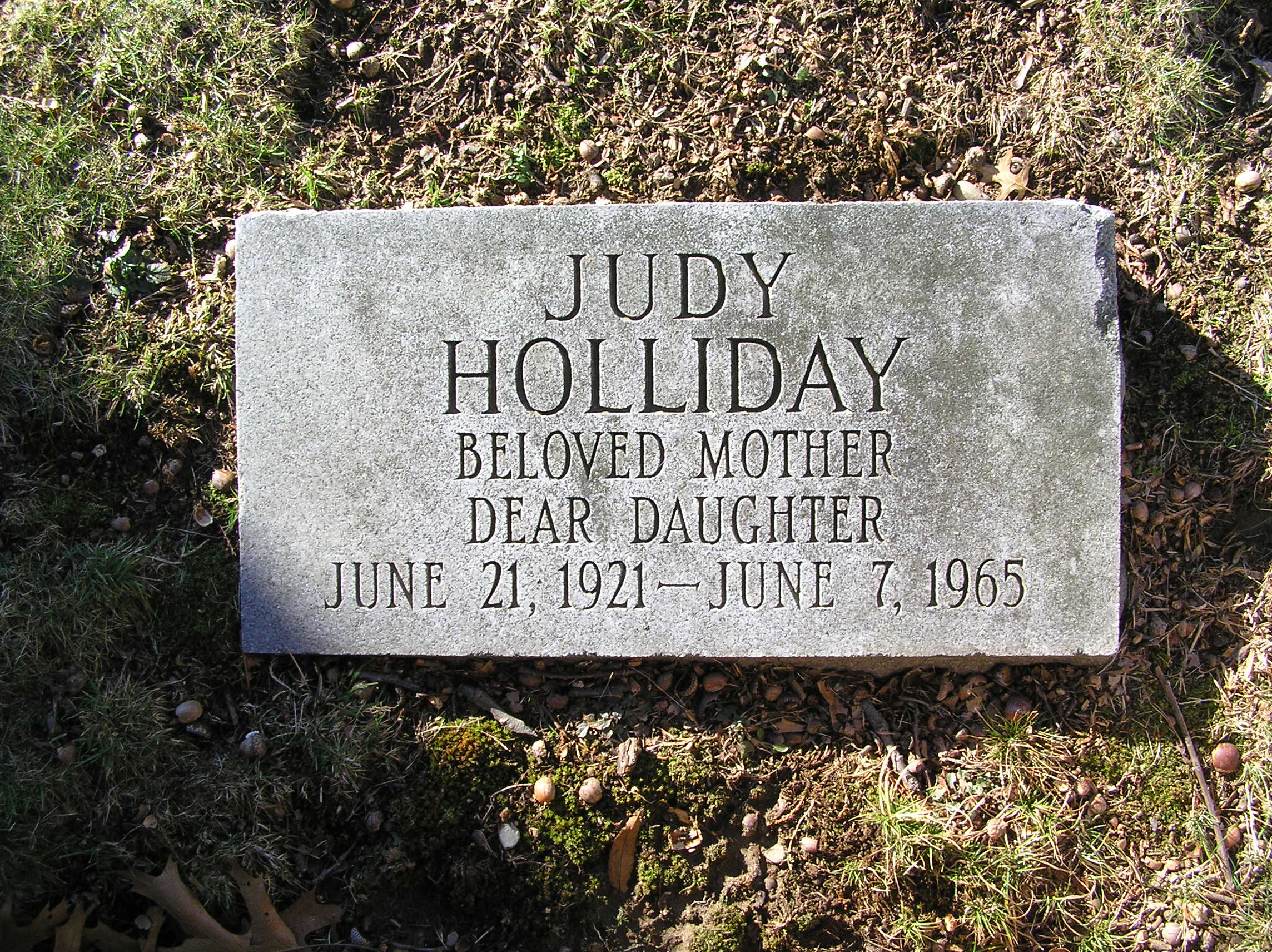
Hollidays Grab

Anfang der 1950er-Jahre wurde sie aufgrund des Gerüchts, sie stehe den Kommunisten nahe, Ziel einer Untersuchung des Komitees für unamerikanische Umtriebe des Repräsentantenhauses. Obwohl sie die Anschuldigungen gegen sie entkräften konnte, bekam sie anschließend beim Film nur noch wenige Rollenangebote. 1956 kehrte sie an den Broadway zurück, wo sie bis 1959 in dem Musical Bells Are Ringing auf der Bühne zu sehen war. 1960 wurde das Musical, für das Holliday 1957 den Tony Award erhalten hatte, wie zuvor Born Yesterday mit ihr in der Hauptrolle für die Leinwand adaptiert. Es sollte ihr letzter Film werden.
1948 heiratete Judy Holliday den Komponisten Dave Oppenheim. 1957 wurde die Ehe, aus der ein Sohn (* 11. November 1952) hervorging, geschieden. Judy Holliday starb kurz vor ihrem 44. Geburtstag an Brustkrebs. Ihr Grab befindet sich auf dem Westchester Hills Cemetery in Hastings-on-Hudson, New York.

## Filmografie
- 1938: Too Much Johnson
- 1944: Greenwich Village
- 1944: Something for the Boys
- 1944: Winged Victory
- 1949: The Ford Theatre Hour (Ford Theatre, Fernsehserie, Folge She Loves Me Not)
- 1949: Ehekrieg (Adam’s Rib)
- 1949: Heut’ gehn wir bummeln (On the Town, Sprechrolle)
- 1950: Die ist nicht von gestern (Born Yesterday)
- 1952: Happy-End … und was kommt dann? (The Marrying Kind)
- 1954: Die unglaubliche Geschichte der Gladys Glover (It Should Happen to You)
- 1954: Goodyear Television Playhouse (Fernsehserie, Folge The Huntress)
- 1954: Max Liebman Spectaculars (Fernsehserie, Folge Sunday in Town)
- 1954: Eine glückliche Scheidung (Phffft!)
- 1956: Die Frau im goldenen Cadillac (The Solid Gold Cadillac)
- 1956: Alle Sehnsucht dieser Welt (Full of Life)
- 1960: Anruf genügt – komme ins Haus (Bells Are Ringing)

## Auszeichnungen
- 1945: Theatre World Award
- 1950: 2. Platz bei den New York Film Critics Circle Awards in der Kategorie Beste Hauptdarstellerin für Die ist nicht von gestern
- 1951: Oscar in der Kategorie Beste Hauptdarstellerin für Die ist nicht von gestern
- 1951: Golden Globe in der Kategorie Beste Hauptdarstellerin – Komödie oder Musical und Nominierung in der Kategorie Beste Hauptdarstellerin – Drama für Die ist nicht von gestern
- 1951: Nominierung für den Golden Globe in der Kategorie Beste Nebendarstellerin für Ehekrieg
- 1952: Jussi-Preis in der Kategorie Beste ausländische Darstellerin für Die ist nicht von gestern
- 1953: Nominierung für den BAFTA Award in der Kategorie Beste ausländische Darstellerin für Happy-End … und was kommt dann?
- 1955: Nominierung für den BAFTA Award in der Kategorie Beste ausländische Darstellerin für Eine glückliche Scheidung
- 1957: Nominierung für den Golden Globe in der Kategorie Beste Hauptdarstellerin – Komödie oder Musical für Die Frau im goldenen Cadillac
- 1957: Tony Award für Bells Are Ringing
- 1960: Stern auf dem Hollywood Walk of Fame (6901 Hollywood Blvd.)
- 1961: Nominierung für den Golden Globe in der Kategorie Beste Hauptdarstellerin – Komödie oder Musical für Anruf genügt – komme ins Haus